# Blati Touré
Ibrahim Blati Touré (ur. 4 sierpnia 1994 w Bouaké) – burkiński piłkarz grający na pozycji środkowego pomocnika. Od 2018 jest zawodnikiem klubu Córdoby.

## Kariera piłkarska
Swoją karierę piłkarską Touré rozpoczął w Hiszpanii, w klubie Rayo Vallecano. W sezonie 2013/2014 grał w jego rezerwach w Tercera División. W 2014 roku przeszedł do Recreativo Huelva i tam także grał w rezerwowej drużynie.
W 2015 roku Touré przeszedł do francuskiego Evian Thonon Gaillard FC. Swój debiut w nim w Ligue 2 zaliczył 14 sierpnia 2015 w zremisowanym 1:1 wyjazdowym meczu z AC Ajaccio. W Evian grał przez rok.
W 2016 roku Touré został piłkarzem Omonii Nikozja. W Omonii zadebiutował 20 sierpnia 2016 w zwycięskim 3:1 domowym meczu z Ermisem Aradipu.
W 2018 roku przeszedł do szwedzkiego AFC Eskilstuna. Zadebiutował w nim 31 marca 2018 w zremisowanym 0:0 domowym meczu z IK Brage.
| Sezon   | Klub                       | Kraj      | Rozgrywki                 | Mecze | Gole |
| ------- | -------------------------- | --------- | ------------------------- | ----- | ---- |
| 2013/14 | Rayo Vallecano B           | Hiszpania | Tercera División          | ?     | ?    |
| 2014/15 | Recreativo Huelva B        | Hiszpania | Tercera División          | ?     | ?    |
| 2015/16 | Evian Thonon Gaillard FC   | Francja   | Ligue 2                   | 12    | 0    |
| 2015/16 | Evian Thonon Gaillard FC B | Francja   | CFA 2                     | 7     | 0    |
| 2016/17 | Omonia Nikozja             | Cypr      | Protathlima A’ Kategorias | 27    | 1    |
| 2018    | AFC Eskilstuna             | Szwecja   | Superettan                | 16    | 0    |
| 2018/19 | Córdoba CF                 | Hiszpania | Segunda División          | 22    | 0    |

## Kariera reprezentacyjna
W reprezentacji Burkiny Faso Touré zadebiutował 22 stycznia 2017 roku w wygranym 1:0 meczu Pucharu Narodów Afryki 2017 z Gwineą Bissau.